# Denis Lyons (Geistlicher)
Denis Lyons (* 1792 in Cork, County Cork; † 28. August 1825 ebenda) war ein irischer römisch-katholischer Geistlicher und ernannter Apostolischer Vikar von Nova Scotia.

## Leben
Denis Lyons empfing 1813 das Sakrament der Priesterweihe für das Bistum Cork.
Am 24. August 1824 wurde er zum Titularbischof von Tanis und zum Apostolischen Vikar von Nova Scotia ernannt. Allerdings erklärte er am 19. Oktober desselben Jahres seinen Verzicht auf die Übernahme des Amtes.